# Jubileo de Diamante de Isabel II

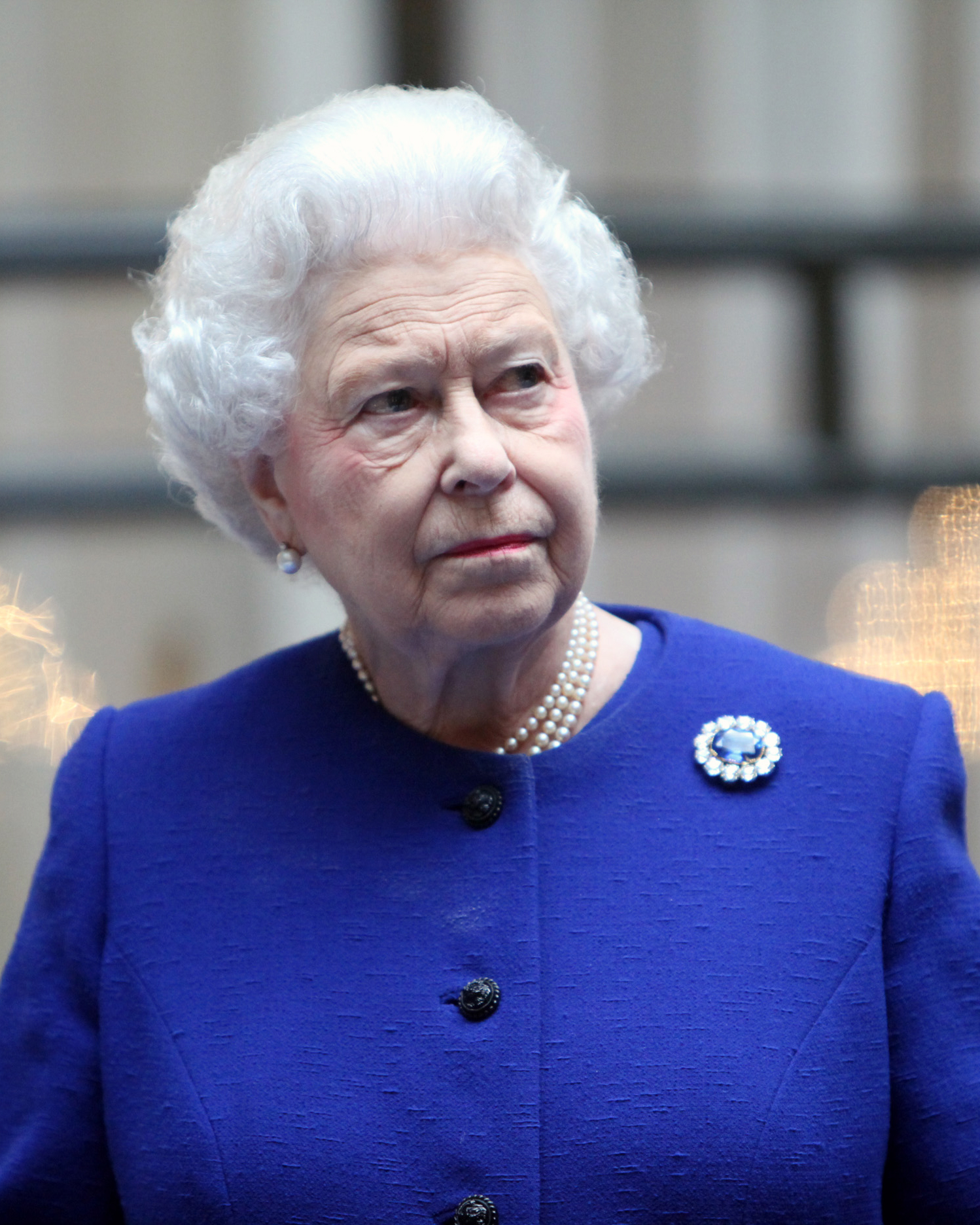
La reina Isabel II en 2012

El Jubileo de Diamante de la reina Isabel II fue la celebración internacional que se llevó a cabo a lo largo de 2012 y que marcó el 60.o aniversario de la ascensión de la reina Isabel II al trono de siete países, después de la muerte de su padre, el rey Jorge VI, el 6 de febrero de 1952, fue el primer Jubileo de diamante realizado desde el Jubileo de la reina Victoria en 1897. 
Isabel II fue reina reinante de 16 estados soberanos, de los cuales 12 fueron colonias o dominios británicos al comienzo de su reinado.
La reina Victoria es la única otra monarca en la historia del Reino Unido, Canadá, Australia, Nueva Zelanda y otros reinos de la Mancomunidad que ha celebrado un Aniversario de Diamante, en 1897. Como ha marcado la tradición en otros aniversarios, se acuñaron medallas conmemorativas.

## La celebración
Artistas de todo el mundo rindieron homenaje a la reina Isabel, que asistió al certamen junto a su marido, Felipe de Edimburgo.
Un espectacular programa de equitación, exhibiciones militares, música y baile a lo largo de estos cuatro días de representación, 10, 11, 12 y 13 de mayo en los jardines privados del castillo de Windsor que se convirtieron en el escenario del espectáculo.
Más de 550 caballos, traídos de todo el mundo —el Carosello dei Carabinieri de Italia, la Real Policía montada de Canadá, la Real Caballería de Omán, la Escuela de Equitación Kremlin de Rusia y la maravillosa danza Marwaris de India—, y más de 1000 bailarines y músicos internacionales han contribuido a que cada una de estas cuatro noches hubiera una fiesta real.
Actuaciones de la cantante Susan Boyle, el violinista David Garrett, el artista Rolf Harris, los actores sudafricanos del éxito de Disney El rey león y el grupo Il Divo.
Los narradores del evento fueron Helen Mirren, Alan Titchmarsh, Sanjeev Bhaskar, Omid Djalili y Martin Clunes.
A su vez, los Royal Archives, en colaboración con Bodleian Libraries, pusieron en línea los diarios personales de su tatarabuela, la reina Victoria.